# King (band)
King is een Britse newwaveband uit de jaren tachtig.

## Biografie
De band King werd in 1984 opgericht in Coventry. Ze hadden in het voorjaar van 1985 een hit met de single Love & Pride.
In 1987 begon de zanger, Paul King, aan een solocarrière. Dit was geen succes. Later werd hij vj bij MTV.
In 1998 verscheen er een verzamelalbum The Best of King: Love & Pride met daarop de 18 beste nummers van de band en Kings soloalbum.

## Bezetting
- Paul King - zang
- Mick Roberts - keyboards
- Anthony "Tony" Wall - basgitaar
- Jim "Jackal" Lantsbery - gitaar
- John Hewitt - drums

## Discografie

### Singles
- Love & Pride (1985) UK #2, NL (Nederlandse Top 40, Nationale Hitparade, TROS Top 50) #2)
- Won't You Hold My Hand Now (1985) UK #24
- Alone Without You (1985) UK #8
- The Taste of Your Tears (1985) UK #11
- Torture (1986) UK #23
- I Know (1987) - Paul King solo

### Albums
- Steps in Time (1984) - King
- Bitter Sweet (1985) - King
- Joy (1987) - Paul King

### NPO Radio 2 Top 2000
| Nummer met noteringen in de NPO Radio 2 Top 2000 | '99  | '00  | '01  | '02 | '03  | '04  |
| ------------------------------------------------ | ---- | ---- | ---- | --- | ---- | ---- |
| Love & Pride                                     | 1250 | 1681 | 1894 | -   | 1950 | 1917 |

1. ↑  Een '-' betekent dat het nummer niet was genoteerd en een vetgedrukt getal geeft de hoogste notering aan.
2. ↑  Deze tabel is bijgewerkt tot en met de laatste editie (2024).